# 环境智能
在计算机领域，环境智能（ambient intelligence ，AmI）是指对一个人有感应和反馈的电子环境。环境智能是在1990年代被设计和提出，面向2010–2020年的关于消费电子、通信以及计算的愿景。在环境智能世界里，设备一起协作来更容易地利用隐藏在连接这些设备的网络后面的信息与智能，以支持人来完成它们的日常活动、任务、仪式等（ 例如：物联网）。 随着这些设备变得更小型化、连接更紧密、也更强的集成到我们的环境里，它们背后的技术框架会融入到我们周围的环境里，只留下用户界面还可以被用户感知到。
环境智能这个术语是建立在普适计算、泛在计算分析、情境感知、以及以人为中心的计算交互设计之上，通常包含这些系统和技术:
- 嵌入式系统：很多联网的设备集成到环境中
- 情境感知：這些设备可以认出你和你的当前环境的情境
- 个性化：它们可以根据你的需求量身定制
- 自适应：它们可以通过变化来响应你
- 预测：它们可以不用你有意识的通信而预测出你的想法.

环境智能环境的典型场景是家庭，但也可以扩展到工作空间（办公室、联合办公）、公共空间（基于智能路灯等技术）和医院环境。